# 가와노 가즈마사
가와노 가즈마사(일본어: 河野 和正, 1970년 11월 7일 ~ )는 일본의 전 축구 선수이다.

## 구단 경력
1989년 일본 사커 리그의 마쓰다(산프레체 히로시마)에 입단했다. 1996년까지 59경기에 출전, 1994년에 J1리그 준우승. 1997년부터 1998년까지 나고야 그램퍼스 에이트와 요코하마 마리노스에서 뛰었다. 1999년 세레소 오사카로 이적했다. 2002년후 현역 은퇴.